# Nossebro
Nossebro é uma pequena cidade da província histórica da Västergötland, no sul da Suécia.

 
Está situada a 70 km a nordeste da cidade de Gotemburgo.
  
É atravessada pelo rio Nossan. 

Tem cerca de 1 941 habitantes (2021). 
É a sede da comuna de Essunga, pertencente ao condado da Västra Götaland.
A sua economia está principalmente baseada nos serviços, havendo ainda um sector industrial considerável. Conta com um dos maiores mercados mensais do país.